# Sling Aircraft Sling TSi
Die Sling TSi ist ein Flugzeugbausatz des südafrikanischen Flugzeugherstellers Sling Aircraft aus Johannesburg. Sie absolvierte ihren Jungfernflug im Jahr 2018 und ab Herbst des gleichen Jahres wurden die ersten Bausätze ausgeliefert.

## Entwicklung und Konstruktion
Der Tiefdecker in Ganzmetallbauweise wurde im Jahr 2018 entwickelt. Er verfügt über ein starres Bugradfahrwerk und wird von einem Rotax 915 iS angetrieben, nach dem die Maschine benannt wurde. Teile der Tragflächen und des Rumpfs wurden gegenüber der Sling 4 verstärkt und mit Senknieten verbunden, um die Stabilität zu verbessern und den Luftwiderstand zu reduzieren.

## Nutzung
Die Sling TSi wurde weltweit zum ersten Mal auf dem EAA AirVenture Oshkosh 2018 präsentiert.
In einem Artikel für das Magazin KitPlanes schrieb Autor Paul Dye:

“...it lives up to its design goals. We flew with four full sized adults from a field with a density altitude of 9,000' and had to throttle back to keep from exceeding redline when we leveled off at 10,000. Later, operating off of a dry lakebed in the high desert, with temperatures of 100 degrees, we never had to worry about engine cooling – and it handled like a fine touring machine.”

„...sie erfüllt ihre Konstruktionsvorgaben. Wir starteten mit vier Erwachsenen von einem Flugplatz mit einer Dichtehöhe von 9.000 Fuß und mussten das Gas zurücknehmen, um nicht in den roten Bereich zu gelangen als wir bei 10.000 Fuß auslevelten. Später, als wir von einem ausgetrockneten See mit einer Lufttemperatur von über 38 Grad Celsius starteten, mussten wir uns keine Sorgen um die Kühlung machen und sie ließ sich wie ein echtes Reiseflugzeug fliegen.“

Auf dem Weg zum Sun ’n Fun 2019 in Lakeland in Florida flog eine firmeneigene Maschine in 13,5 Stunden non-stop von Torrance in Kalifornien zum Tampa Executive Airport. Das Flugzeug war mit Tanks für 30 US-Gallonen zusätzlich zu den Langstreckentanks mit 45 US-Gallonen ausgestattet und profitierte von Rückenwind auf der Strecke.
Im Juli 2019 führte das Unternehmen einen Test zur Erhöhung der Dienstgipfelhöhe durch und flog in 9,75 Stunden von Torrance zum Wittman Regional Airport zur Teilnahme am EAA AirVenture. Das Flugzeug erreichte dabei eine Höhe von 27.000 ft (8.230 m).

## Versionen
Sling Aircraft bietet die Sling TSi auch als Schulterdecker unter der Bezeichnung Sling HW an.

## Technische Daten
| Kenngröße            | Daten                                |
| -------------------- | ------------------------------------ |
| Besatzung            | 1                                    |
| Passagiere           | 3                                    |
| Länge                | 23,54 ft (7,17 m)                    |
| Spannweite           | 31,3 ft (9,54 m)                     |
| Höhe                 | 8 ft (2,44 m)                        |
| Flügelfläche         | 134,2 ft² (12,47 m²)                 |
| Flügelstreckung      | 7,9                                  |
| Leermasse            | 1.080 lb (490 kg)                    |
| max. Startmasse      | 2.094 lb (950 kg)                    |
| Reisegeschwindigkeit | 148 kn (274 km/h)                    |
| Dienstgipfelhöhe     | 18.000 ft (5.486 m)                  |
| Reichweite           | 880 NM (1.630 km)                    |
| Triebwerke           | 1 × Rotax 915 iS mit 141 PS (104 kW) |